# Black Book (Film)
Black Book (Originaltitel: Zwartboek; deutscher Fernsehtitel: Das schwarze Buch) ist ein auf wahren Begebenheiten beruhender Kriegsfilm von Paul Verhoeven aus dem Jahre 2006. In den Hauptrollen sind Carice van Houten und Sebastian Koch besetzt.
Bei dem niederländischen Film handelt es sich um eine Gemeinschaftsproduktion von Egoli Tossell Film, Fu Works, Motel Films und Hector BV.

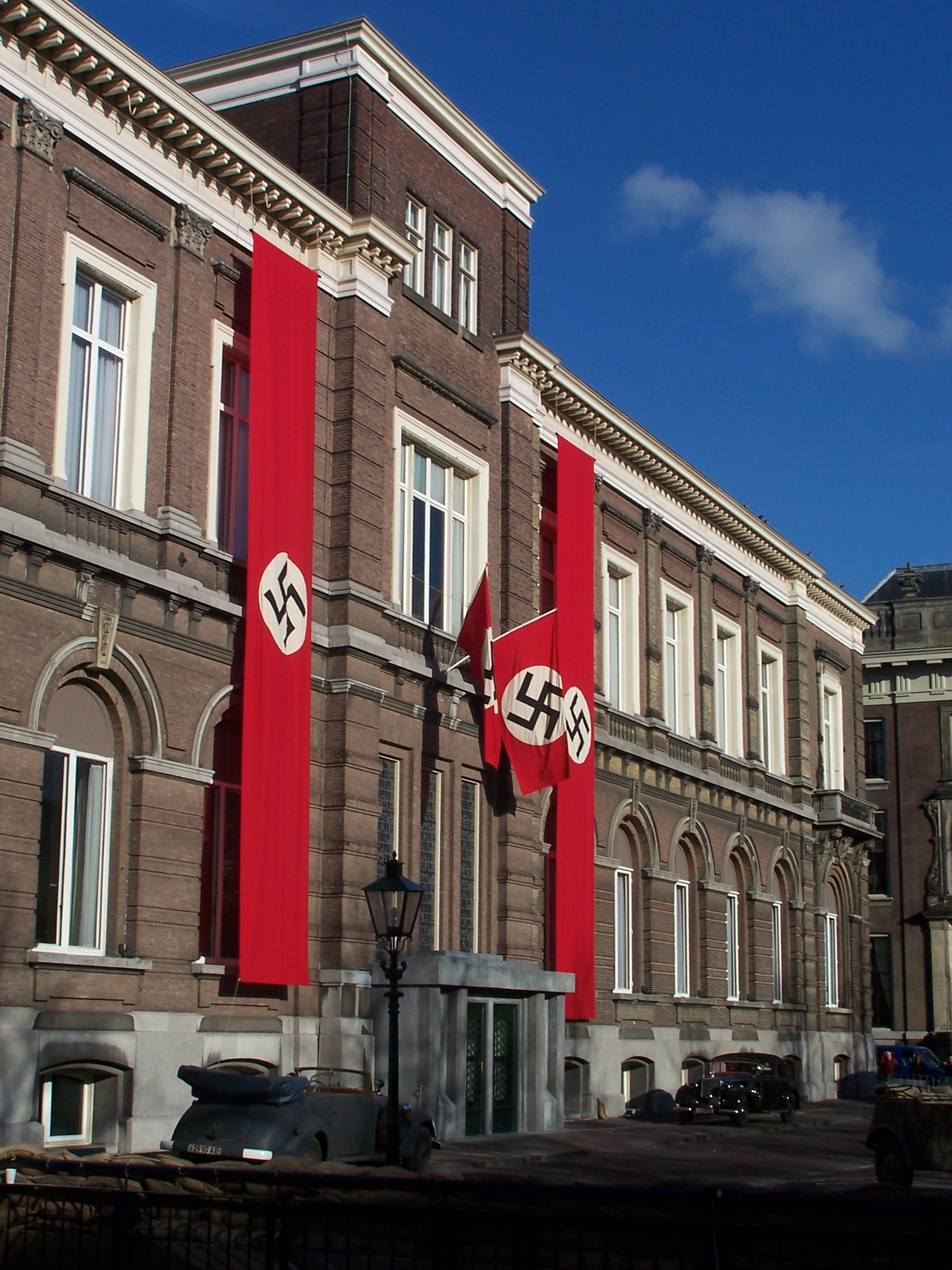
Filmset in Den Haag (2005)

## Handlung
Kurz vor Ende des Zweiten Weltkriegs hat die jüdische Sängerin Rachel Stein auf dem Land Unterschlupf gefunden. Sie wird von niederländischen Bauern vor den deutschen Besatzern versteckt. Als das Versteck von einem Ballast abwerfenden Bomber zerstört wird, versucht Stein, in den bereits befreiten Süden der Niederlande zu gelangen. Das Boot, das sie dort hinbringen soll, wird aber von einer deutschen Patrouille entdeckt und beschossen. Rachel muss mit ansehen, wie alle anderen Flüchtlinge, darunter ihre Eltern und ihr Bruder, ermordet und ausgeplündert werden. Sie überlebt als einzige und kann ungesehen entkommen.
In Den Haag schließt sie sich unter dem Namen Ellis de Vries dem Widerstand an und wird auf Ludwig Müntze, den deutschen Chef des Sicherheitsdienstes, angesetzt. Müntze rechnet mit einer baldigen deutschen Niederlage und versucht, weiteres Blutvergießen durch eine geheime Vereinbarung mit niederländischen Widerstandskämpfern zu verhindern. Rachel gerät in einen schweren Zwiespalt, als sie sich in Müntze verliebt und zudem merkt, dass der niederländische Widerstand von deutschen Spionen unterwandert ist. Als durch Verrat der Plan des Widerstands scheitert, 40 eingekerkerte Widerstandskämpfer gewaltsam zu befreien, gerät die Lage vollends außer Kontrolle, und Rachel flieht mit Müntze.
Am Ende bedeutet die lang ersehnte Befreiung durch die Alliierten noch kein Ende ihrer Flucht, da andere Widerstandskämpfer sie des Verrats an der Gruppe bezichtigen und der Kooperation mit Müntze, der als Nationalsozialist gesucht wird. Müntze wird gefangen genommen und mit Erlaubnis der Alliierten von einem deutschen Kommando erschossen. Rachel respektive Ellis wird von Hans Akkermans, einem ehemaligen angeblichen Widerstandskämpfer ihrer Gruppe, aus einem Lager für Kollaborateure befreit. Es stellt sich heraus, dass er selbst mit den Nationalsozialisten zusammengearbeitet hat, verantwortlich für den Mord an Steins Familie ist und die Widerstandsgruppe verraten hat. Nun will Akkermans, der auch das Vermögen der ermordeten Juden an sich gebracht hat, alle Spuren durch die Ermordung von Rachel/Ellis verwischen. Die junge Frau kann jedoch fliehen und die wahre Geschichte aufdecken. Als sie zusammen mit Gerben Kuipers, dem Anführer ihrer ehemaligen Widerstandsgruppe und Vater eines getöteten Widerstandskämpfers, Akkermans auf der Flucht stellen kann, tötet sie ihn.
Mit dem von den ermordeten Juden geraubten Gold und den Juwelen gründet De Vries in Israel über die Jewish Agency for Israel einen Kibbuz. Als sie die vergangenen Ereignisse einigermaßen verwunden hat und mit ihrer neuen Familie glücklich zu sein scheint, beginnt die militärische Eskalation der Sueskrise.

## Realer Hintergrund
Black Book ist keine wahre Geschichte, aber Verhoeven gibt an, dass viele der Ereignisse wahr sind. Wie im Film befanden sich die deutschen Hauptquartiere in Den Haag. 1944 wurden viele Juden, die versuchten, in die befreiten Gebiete im Süden der Niederlande zu gelangen, von niederländischen Polizisten gefangen genommen. Wie im Film fanden Überquerungsversuche im Biesbosch statt. Die Ereignisse stehen in Zusammenhang mit dem Leben von Verhoeven, der 1938 geboren wurde und während des Zweiten Weltkriegs in Den Haag aufwuchs. Die Hinrichtung von Müntze durch ein deutsches Erschießungskommando nach Kriegsende erinnert an den berüchtigten Vorfall der Hinrichtung deutscher Deserteure am 13. Mai 1945.
Die Figur der Rachel Stein lehnt sich an die Person der niederländischen Widerstandskämpferin Esmée van Eeghen an, wie Paul Verhoeven in einem Interview angab: 

“[Rachel’s] character is based on an actual Dutch woman, Esmee van Eeghen, who was asked by the resistance to start an affair with a German officer. She did and in the process fell in love to the degree that they decided to marry. But the resistance thought she was a traitor, that she had switched sides. The Germans by that time realized she was a spy and executed her. Rachel is a composite, really, of her and two others.”

„Rachels Figur basiert auf dem einer realen niederländischen Frau, Esmee van Eeghen, die vom Widerstand beauftragt wurde, eine Affäre mit einem deutschen Offizier anzufangen. Das machte sie und verliebte sich so sehr in ihn, dass sie beschlossen zu heiraten. Aber der Widerstand glaubte, sie sei eine Verräterin und dass sie die Seiten gewechselt habe. Zur gleichen Zeit wurde den Deutschen klar, dass sie eine Spionin war, und sie richteten sie hin. Rachel setzt sich in der Tat aus ihr und zwei anderen Frauen zusammen.“

## Premieren und Festivals
Der Film Black Book hatte seine Weltpremiere am 1. September 2006 in Venedig, als Teil der offiziellen Auswahl der Internationalen Filmfestspiele von Venedig. Beim Preis für den besten Film, den Goldenen Löwen, musste er sich Jia Zhangkes Drama Still Life geschlagen geben. Im selben Jahr wurde Black Book als niederländischer Beitrag für eine Nominierung bei den Oscars 2007 in der Kategorie Bester fremdsprachiger Film ausgewählt. Der Film war ebenfalls in der offiziellen Auswahl des Toronto Film Festivals.
Die Deutschland-Premiere von Black Book erfolgte am 9. Mai 2007 im Zoo Palast in Berlin; Kinostart war der 10. Mai 2007. Am 4. Januar 2010 wurde der Film als Das schwarze Buch vom ZDF ausgestrahlt.

## Synchronisation
Die deutschsprachige Synchronisation entstand durch Christa Kistner Synchronproduktion nach einem Dialogbuch von Heinz Freitag, der zugleich die Dialogregie übernahm. Die deutschen Schauspieler sprachen ihre Rolle dabei selber ein.
| Darsteller        | Synchronsprecher | Rolle                         |
| ----------------- | ---------------- | ----------------------------- |
| Christian Berkel  | Christian Berkel | General Käutner               |
| Waldemar Kobus    | Waldemar Kobus   | Günther Franken               |
| Thom Hoffman      | Marcus Off       | Hans Akkermans                |
| Sebastian Koch    | Sebastian Koch   | Ludwig Müntze                 |
| Carice van Houten | Tanja Geke       | Rachel Stein / Ellis de Vries |

## Soundtrack
Im Filmabspann sind folgende Musiktitel genannt, die im Film verwendet wurden:
- Carice van Houten – Ich bin die fesche Lola (von Marlene Dietrich)
- Willy Walden – Als Op Het Leidseplein De Lichtjes Weer Eens Branden Gaan
- Scheepke Onder Jezus Hoede (von Carel Steven Adama van Scheltema)
- Wolfgang Amadeus Mozart – Divertimento in D Major
- Haoto Shelanu (israelisches Kinderlied)
- François Dunkler sr. – Grenadiersmars
- Carice van Houten – Ja Das ist Meine Melodie
- Joe Loss – In the Mood
- Al Bowlly – Red Sails in the Sunset
- Carice van Houten und Waldemar Kobus – Ich Tanze mit Dir in den Himmel Hinein
- Theo Maassen, Tjebbo Gerritsma und Wimie Wilhelm – Happy Days Are Here Again
- Carice van Houten – A Hundred Years from Today
- Coenraad Luders, Eddy Christiani und Kees van Noordwijk – Ouwe Taaje

Darüber hinaus sind folgende Musikstücke im Film zu hören:
- Horst Wessel – Horst-Wessel-Lied
- Het Wilhelmus
- Deutschlandlied

## Kritik
Das Lexikon des Internationalen Films beurteilte die Machart des Films als perfekt, er gebe keine moralischen Standpunkte vor und zeige sowohl Größe als auch Niedertracht auf beiden Seiten der verfeindeten Lager. Die Filmbewertungsstelle Wiesbaden verlieh dem Film das Prädikat „Besonders wertvoll“ und beurteilte ihn als spannend, tiefgründig, gehaltvoll und als „Intelligentes Unterhaltungskino mit einer sensationellen Hauptdarstellerin“.

## Auszeichnungen
- 2006: Nominierung für den Goldenen Löwen bei den Internationalen Filmfestspielen von Venedig.
- 2006: Ausgezeichnet mit dem Goldenen Kalb in den Kategorien Bester Spielfilm, Beste Regie und Beste Hauptdarstellerin.
- 2007: Nominierung für den British Academy Film Award 2007 als bester nicht-englischsprachiger Film.
- 2007: Nominierung für den 20. Europäischen Filmpreis in der Kategorie Beste Darstellerin (Carice van Houten).
- 2007: Ausgezeichnet mit dem Rembrandt Award in den Kategorien Bester niederländischer Film und Beste niederländische Darstellerin.
- 2008: Nominierungen für den Deutschen Filmpreis 2008 in den Kategorien Hauptdarstellerin (Carice van Houten) und Kostümbild.